# Het boek van alle dingen (film)
Het boek van alle dingen is een Nederlandse film uit 2024, geregisseerd door Ineke Houtman. De film is een verfilming van het gelijknamige boek van Guus Kuijer.

## Verhaal
Thomas groeit op in een strenggelovig gezin. Boeken lezen is voorbehouden aan vader.  Dit weerhoudt hem er niet van om verhalen te schrijven in zijn schrift dat hij het Boek van alle dingen noemt. Hij heeft in zijn fantasie ook veel contact met Jesus. Verder kan hij goed opschieten met de excentrieke buurvrouw mevrouw Van Amersfoort. Die twee helpen hem in zijn opstand tegen zijn vader. 

## Rolverdeling
| Acteur              | Personage                 | opmerking        |
| ------------------- | ------------------------- | ---------------- |
| Sallie Harmsen      | Moeder / Jesus            | dubbelrol        |
| Aiko Beemsterboer   | Margot                    |                  |
| Brandon River Coene | Thomas                    |                  |
| Daan Schuurmans     | Vader                     |                  |
| Eva Damen           | Tante Pie                 |                  |
| Margo Dames         | Mevr. van Amersfoort      | buurvrouw        |
| Gonny Gaakeer       | Bea                       |                  |
| Carmen van Mulier   | Bra Bra en Trompet Engel  |                  |
| Junte te Winkel     | Broertje van Eliza        |                  |
| Anita Franklin      | Aartsengel                |                  |
| Luena Zoeter        | Zusje van Eliza           |                  |
| Emma van Gompel     | Eliza                     | buurmeisje       |
| Thomas Boer         | Lid van de Gemeenschap    |                  |
| Bert Hana           | Dhr. Mentink              | vader van Eliza  |
| Margje Wittermans   | Mevr. Mentink             | moeder van Eliza |
| Gerardjan Rijnders  | Dominee                   |                  |
| Jimi Hulshof        | Stoer meisje              |                  |
| Gijs Nollen         | Oom Benno                 |                  |
| Rick de Geest       | Wachtende man in de Hemel |                  |
| Greetje de Oude     | Magda                     |                  |
| Pippa te Winkel     | Zusje van Eliza           |                  |
| Mila Leijdekker     | Tweeling                  |                  |
| Luna Leijdekker     | Tweeling                  |                  |

## Ontvangst
Volgens de Volkskrant lijken de scenarioschrijvers zoekende in de toon. Ze geven daarom 3 sterren (op een maximum van 5). Filmkrant vindt dat Schuurmans juist gecast is en dat de setting van de woning is geloofwaardig ingericht. Trouw spreekt over speelse magie. Ook Trouw geeft 3 sterren.  Filmtotaal geeft 4 sterren, maar geeft wel aan dat het einde nogal abrupt is en dat verhaallijnen niet afgemaakt zijn.